# Jan Aleksander Madaliński
Jan Aleksander Madaliński herbu Laryssa – sędzia ziemski wieluński w latach 1634–1654, podsędek wieluński w latach 1632–1634.
Poseł ziemi wieluńskiej na sejm toruński 1626 roku. Poseł na sejm koronacyjny 1633 roku, sejm zwyczajny 1637 roku, sejm 1640 roku, sejm 1641 roku.
Był elektorem Władysława IV Wazy z ziemi wieluńskiej w 1632 roku, podpisał jego pacta conventa.